# 4 Batalion Strzelców (1939)
4 Batalion Strzelców (4 bs) – oddział piechoty Wojska Polskiego II RP, nieistniejący w czasie pokoju.

## Mobilizacja
4 batalion strzelców został sformowany 24 sierpnia 1939 r. w ramach mobilizacji alarmowej w grupie zielonej w czasie A+24 przez 31 pułku piechoty w Łodzi, z „pokojowego” III batalionu 31 pp 10 Dywizji Piechoty gen. bryg. Franciszka Dindorf-Ankowicza. Batalion został zmobilizowany do etatu wojennego do etatu wojennego według organizacji wojennej L.3002/mob.org., różnego od etatu batalionu strzeleckiego pułku piechoty. Po zmobilizowaniu batalion został podporządkowany dowódcy Armii „Łódź“. Batalion po wchłonięciu rezerwistów i pobraniu należnego tabelami mobilizacyjnymi broni, sprzętu i wyposażenia, osiągnął gotowość marszową w dniu 25 sierpnia. Batalion nie otrzymał hełmów. 4 bs przewidywany był jako jednostka organiczna Kresowej Brygady Kawalerii.

## 4 bs w kampanii wrześniowej
27 sierpnia 4 batalion strzelców przemieścił się transportem kolejowym na stację kolejową Szadek. Następnie po wykonaniu 12 km marszu ześrodkował się, na północny zachód od Szadka, gdzie zajął kwatery we wsi Boczki i Prusinowice. W pasie działania 10 DP, za jej siłami głównymi, na prawym północnym jej skrzydle. 4 bs zgodnie z planami dowództwa Armii „Łódź” miał osłonić rejon wyładowczy Kresowej BK, która miała przybyć do rejonu Szadka transportami kolejowymi. Po przybyciu 31 sierpnia pierwszego transportu brygady 1 szwadron 22 pułku ułanów, pododdziały kawalerii zaczęły zajmować rejony ześrodkowania wokół Szadka.

### Działania bojowe
1 września w godzinach wieczornych rozpoczął marsz pieszy poprzez Sieradz, osiągając o świcie 2 września rejon lasów Tumidaj, w pobliżu wsi Próba i Pustelnik. Tu do batalionu dołączyła jako wsparcie, bateria 6/10 pułku artylerii lekkiej. O godz. 17.00 pomaszerował na południe i osiągnął późnym wieczorem rejon Złoczewa, gdzie zaczął organizować obronę. 4 bs osłaniał od południowego zachodu koncentrujące się siły główne 10 DP na przedmościu sieradzkim. Batalion rozwinął się w obronie w Złoczewie 1 i 3 kompaniami strzeleckimi w I rzucie i 2 kompanią w odwodzie. 3 września od godz. 3.00 4 batalion strzelców ze wsparciem 6/10 pal opóźniał oddziały niemieckiej 17 Dywizji Piechoty na szlaku Ostrówek, Zdzierczyzna, Podrysie, Lututów i Dobrosław. Do szczególnie silnych walk batalionu doszło w rejonie Dębołęki. W nocy 3/4 września 4 bs pomaszerował z okolic Dębołęki do Boczek, gdzie przybył 4 września ok. godz. 22.00, z południowego skrzydła 10 DP, na jej skrzydło północne. Został podporządkowany dowódcy zgrupowania płk. Janowi Zientarskiemu, gdzie oprócz 4 bs był 28 pułk piechoty, batalion ON „Ostrzeszów“ i batalion ON „Kępno“ ze wsparciem dywizjonu I/10 pal.
W nocy 5 września 4 bs przemieścił się ze stanowisk w Boczkach przez Raszelki do kolonii Glinno. Rano 5 września ok. godz. 9.00 4 batalion strzelców skrajnie przemęczony marszami, wspólnie z 7 i 8 kompaniami strzeleckimi 28 pp wykonał bez skutecznego wsparcia baterii 6/10 pal (brak kabla telefonicznego) natarcie na Glinno. Natarcie opanowało wzg. 122, lecz miejscowość została niezdobyta. Krótkiego wsparcia natarcia, udzieliła bateria 1/13 dywizjonu artylerii konnej. 4 bs prowadził walki przy likwidacji niemieckiego przyczółka nad Wartą, z niemiecką 24 DP. Na pozycje nacierającego batalionu niemiecki 24 pułk artylerii skoncentrował ostrzał, co najmniej jednego dywizjonu, zadając mu duże straty osobowe. Gdy do ostrzału przystąpiła cała niemiecka artyleria dywizyjna, zalegający 4 bs został zmasakrowany. Około godz. 14.00 nastąpił bezładny odwrót 28 pp i 4 bs. w kierunku na Szadek. Odwrót batalionu, za którym postępowała piechota niemiecka osłaniała 5/10 pal. Jednocześnie z kierunku północnego nastąpiło przeskrzydlenie 28 pp i 4 bs. Dodatkowo cofające się pododdziały i tabory były atakowane przez lotnictwo niemieckie. 4 batalion strzelców poniósł straty osobowe w wysokości 40% stanu wyjściowego. Przed wieczorem 5 września 4 bs opóźniał natarcie pododdziałów niemieckiej 24 DP, w lesie pod wsią Raszelki na północ od Rossoszycy. 4 batalion strzelców wycofał się wraz z oddziałami 10 DP za rzekę Ner, gdzie organizowano pośrednią linię obrony. Następnie przez Zgierz, Stryków przeszedł do okolic Głowna, skąd nękany nalotami i potyczkami z niemieckimi patrolami rozpoznawczymi przeszedł przez Bolimów, w okolice Błonia w dniach 9 i 10 września do Warszawy. Resztki 4 bs z Warszawy wysłano w rejon Otwocka, gdzie wcielono do oddziałów odtwarzanej 10 DP.

### Obsada dowódcza 4 bs
dowódca batalionu – mjr Wincenty Mischke.
- adiutant batalionu – por. rez. Paweł Linka
- dowódca plutonu zwiadu – por. Józef Jaciek
- dowódca plutonu łączności – NN
- dowódca plutonu pionierów – NN
- dowódca plutonu ppanc. – NN
- dowódca 1 kompanii strzeleckiej – por. rez. Zygmunt Stasica
  - dowódca I plutonu – ppor. rez. Witold Kaszyński
  - dowódca II plutonu – ppor. rez. Tadeusz Kasprowicz
  - dowódca III plutonu – ppor. rez. Feliks Prokop
- dowódca 2 kompanii strzeleckiej –  kpt. Ryszard Jagiełło
- dowódca 3 kompanii strzeleckiej – por. Józef Holfeld[a]
- dowódca kompanii ckm – kpt. Bolesław Kamiński